# Nový Brázdim
Nový Brázdim, (něm. Neubrasdim) je součástí obce Brázdim v okrese Praha-východ. Nachází se asi 0,3 km na západ od Brázdima. Je zde evidováno 118 adres.
V katastrálním území Brázdim leží i části obce Starý Brázdim a Veliký Brázdim.